# Granulometria (morfologia)
In morfologia matematica la Granulometria è un approccio al calcolo della distribuzione dei grani in immagini binarie usando una serie di operazione morfologiche di apertura (opening). Fu introdotta da Georges Matheron negli anni '60 del XX secolo,ed è la base per la caratterizzazione del concetto di grandezza nella morfologia matematica.

## Granulometria generata da un elemento strutturale
Sia B un elemento strutturale in uno spazio euclideo o in una griglia E, e considera la famiglia{\displaystyle \{B_{k}\}}, {\displaystyle k=0,1,\ldots }, data da:
{\displaystyle B_{k}=\underbrace {B\oplus \ldots \oplus B} _{k{\mbox{ times}}}},
dove {\displaystyle \oplus } denota dilatazione morfologica. Per convenzione, {\displaystyle B_{0}} è l'insieme che contiene solamente l'origine di E, e {\displaystyle B_{1}=B}.
Sia X un insieme (i.e., una immagine binaria in morfologia matematica), e considera una serie di insiemi {\displaystyle \{\gamma _{k}(X)\}}, {\displaystyle k=0,1,\ldots }, dati da: 
{\displaystyle \gamma _{k}(X)=X\circ B_{k}},
dove {\displaystyle \circ } denota una apertura morfologica.
La funzione di granulometria {\displaystyle G_{k}(X)} è la cardinalità (i.e., area o volume, in uno spazio euclideo continuo, o il numero di elementi, in una griglia) dell'immagine {\displaystyle \gamma _{k}(X)} data da:
{\displaystyle PS_{k}(X)=G_{k}(X)-G_{k+1}(X)}.
Lo spettro di pattern o la distribuzione della dimensione di X è una collezione di insiemi {\displaystyle \{PS_{k}(X)\}}, {\displaystyle k=0,1,\ldots }, data da:
{\displaystyle PS_{k}(X)=G_{k}(X)-G_{k+1}(X)}.
Al parametro k si fa riferimento come dimensione, e al componente k dello spettro di pattern {\displaystyle PS_{k}(X)} fornisce una stima grezza per l'ammontare di grani di dimensione k nell'immagine X. I picchi di  {\displaystyle PS_{k}(X)} indicano relativamente una grande quantità di grani alle corrispondenti dimensioni.